# Rälby
Rälby är en by (estniska: küla) i Estland. Den ligger på Ormsö som ligger utanför landets västkust, i Ormsö kommun och landskapet Läänemaa, 95 kilometer sydväst om huvudstaden Tallinn. Byn hade 19 invånare år 2011.
Rälby ligger utmed Ormsö norra kust mot Rälbyviken och Östersjön. Rälbyviken är tudelad; Rännan i väster och Austurvike i öster. Däremellan ligger udden Klubba. Byn angränsar till Borrby i väster, Sviby i söder och Diby i öster. Rälby ligger cirka 3 km nordväst om Ormsö kommuns centralort Hullo.
Rälby ligger på Ormsö som jämte Nuckö traditionellt har varit centrum för estlandssvenskarna. Det estlandssvenska uttalet av bynamnet är rälbe. Ortnamnen på Ormsö minner om estlandssvenskarnas historia. Ormsö avfolkades nästan helt under andra världskriget när flertalet estlandssvenskar flydde till Sverige. Åren 1977–1997 var byns officiella namn Rälbi.

## Galleri

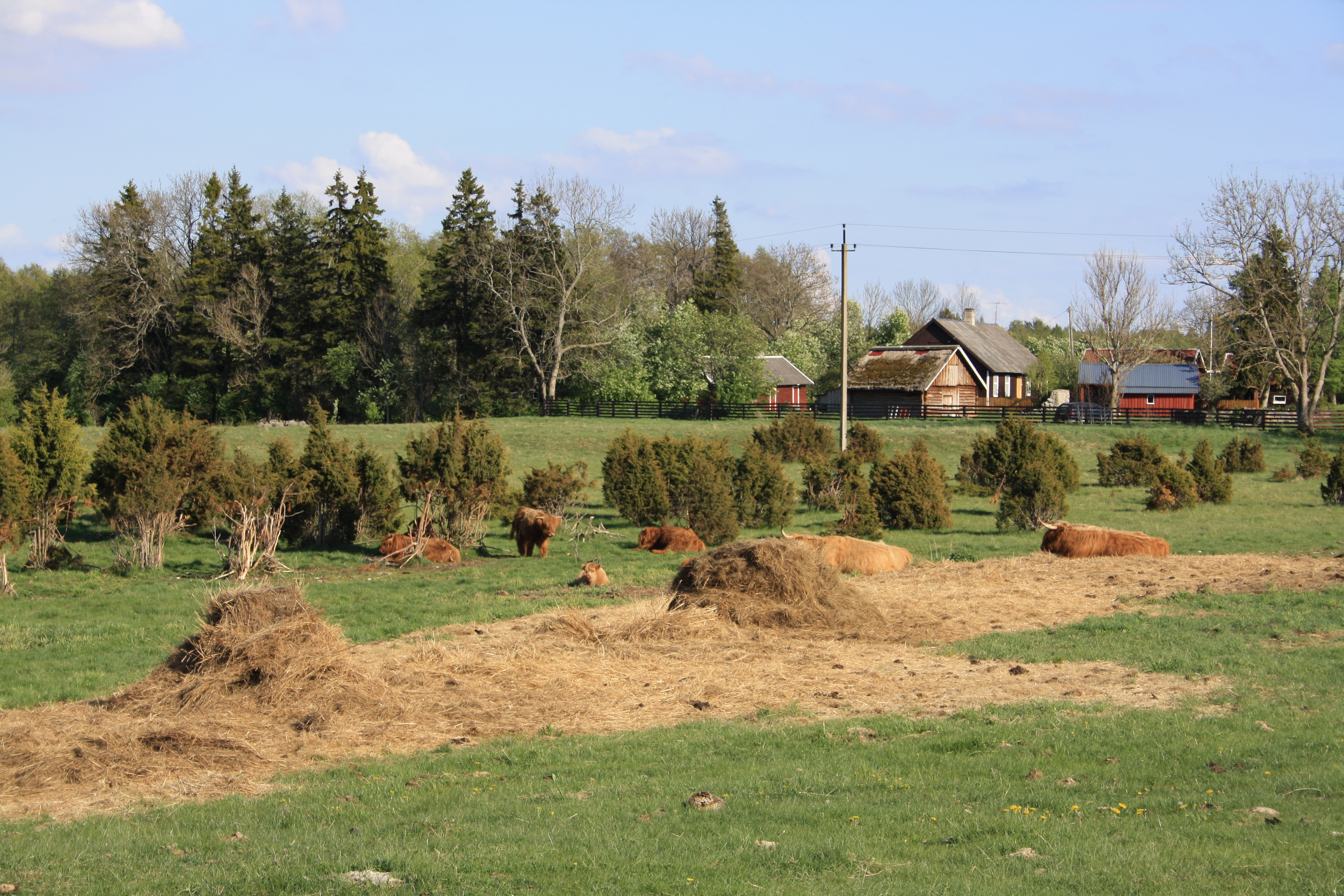
Bete i Rälby
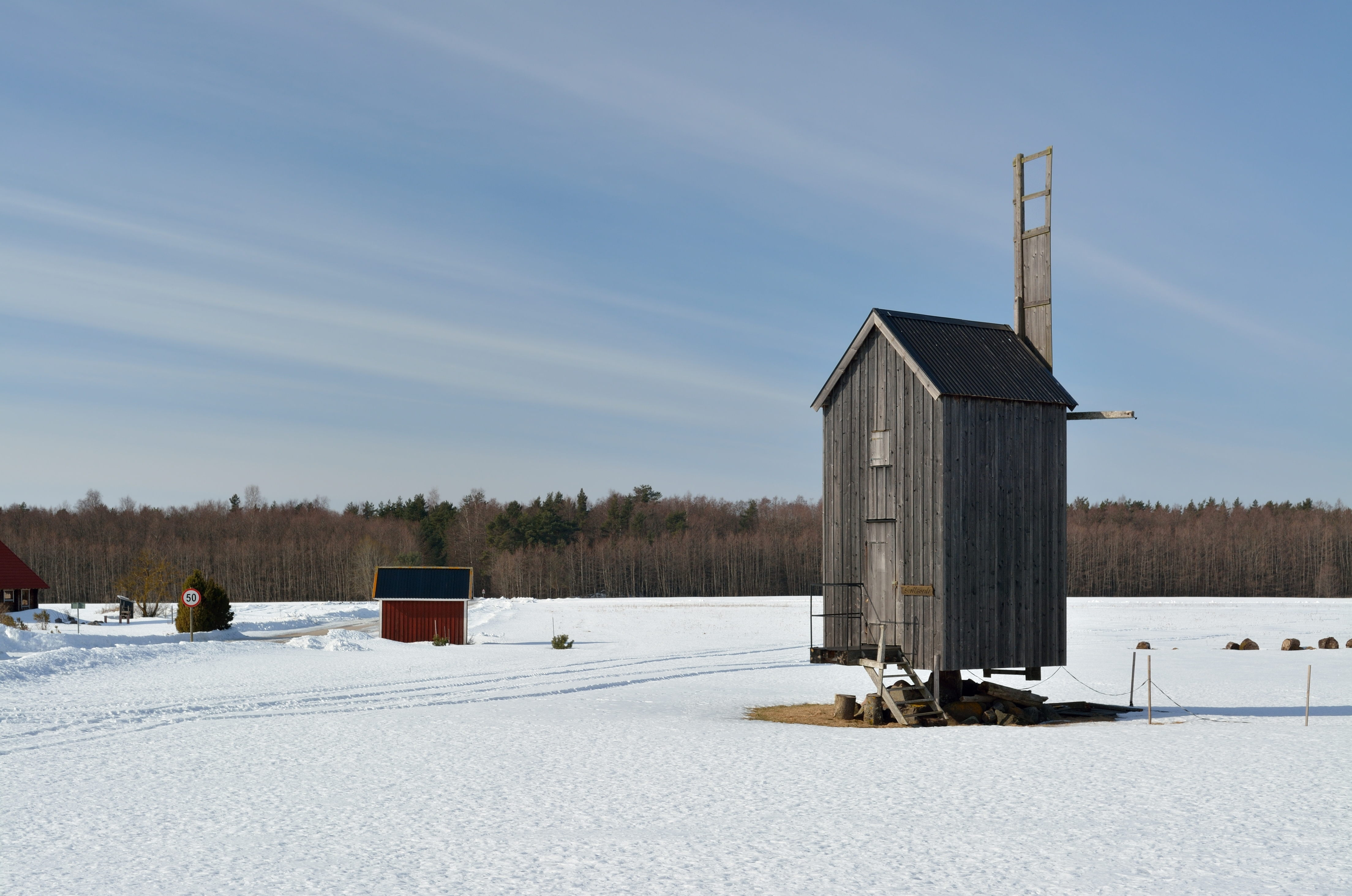
Väderkvarn i Rälby
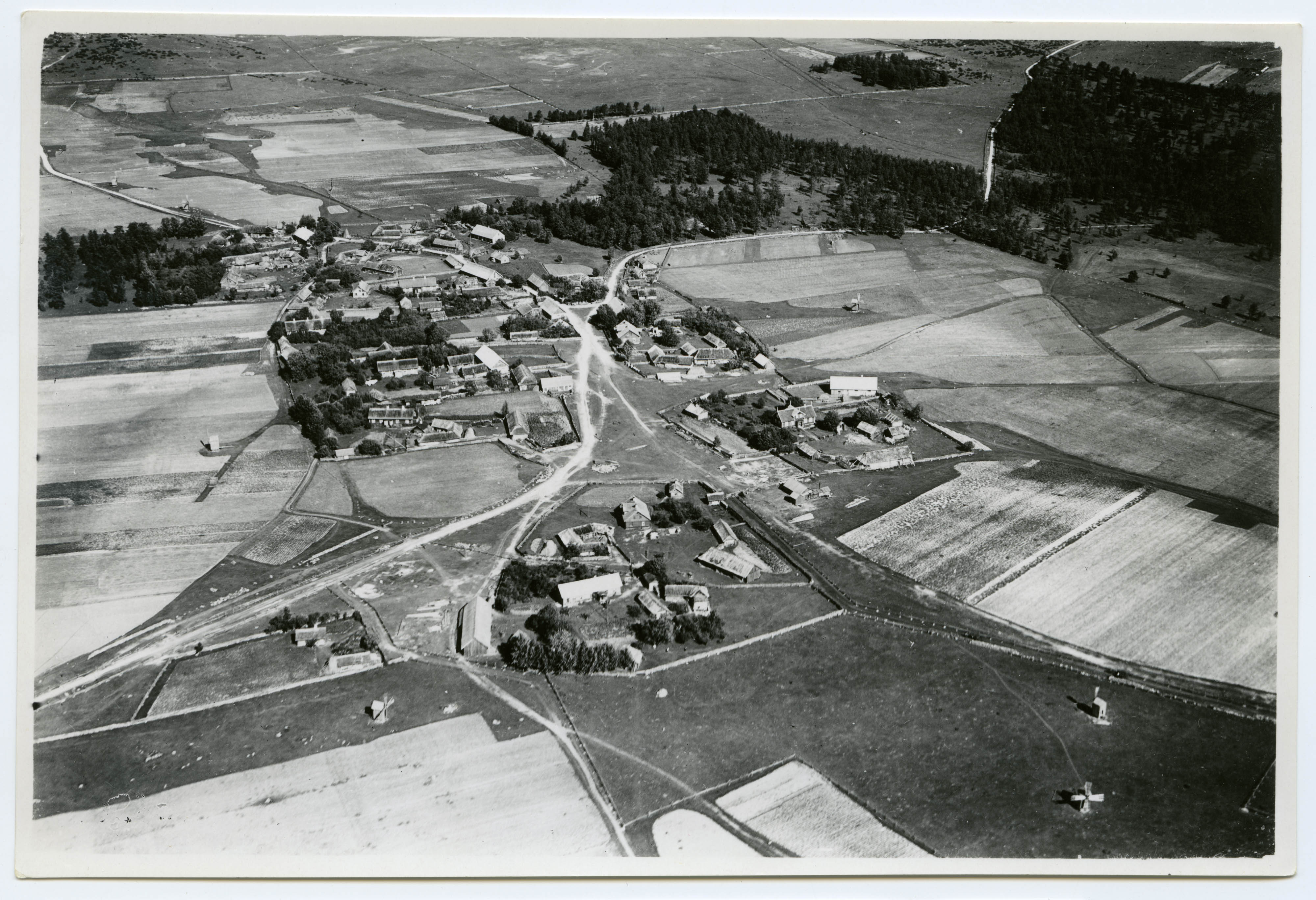
Rälby år 1934